# Trotuș
Trotuș (ungarsk: Tatros) er en flod i det østlige Rumænien, en højre biflod til floden Siret. Den dukker op fra Ciuc-bjergene i de østlige Karpater og slutter sig til Siret i Domnești-Sat nær Adjud efter at have passeret Comăneşti og Onești i distriktet Bacău. Den samlede længde af Trotuș fra dens udspring til dens sammenløb med Siret er 162 kilometer. Dens afvandingsområde er 4.456 km2.

## Byer og landsbyer
Følgende byer og landsbyer ligger langs floden Trotuș, fra kilde til udmunding: Lunca de Sus, Lunca de Jos, Ghimeș -Făget, Palanca, Agăș, Comănești, Dărmănești, Târgu Ocna, Adjuști.

## Bifloder
Følgende floder er bifloder til floden Trotuș (fra kilden til mundingen):
Venstre: Gârbea, Valea întunecoasă, Antaloc, Valea Modtag, Bolovăniș, Tărhăuș, șanț, Cuchiniș, Brusturoasa, Caminca, șugura, Dracău, Agășș, Saca, Ciungi, Asău, Urmeniș, Plopul, larga, Cucuie Tazlău, Pârâul Mare
Til højre: Comiat, Bothavaș, Ugra, Boroș, Valea Capelei, Aldămaș, Popoiul, Ciugheș, Cotumba, Grohotiș, Sulța, Ciobănuș, Șopan, Uz, Dofteana, Slănic, Oitureș, Oitureña G, Oitureș, Oitureș, Oiture, Popeni, Bâlca, Domoșița.